# Miss Venezuela 1961
El Miss Venezuela 1961 fue la octava (8º) edición del certamen Miss Venezuela, celebrada en el Hotel Tamanaco Intercontinental en Caracas, Venezuela, el 1 de julio de 1961. La ganadora del concurso fue Ana Griselda Vegas, Miss Caracas.
Ese año, Jabones Camay, el patrocinador más importante de Miss Venezuela, incluyó en los periódicos cupones para votar por las concursantes, que fueron considerados durante el evento.

## Resultados
| Posición                                              | Concursante                       |
| ----------------------------------------------------- | --------------------------------- |
| Miss Venezuela 1961                                   | - Caracas - Ana Griselda Vegas    |
| Primera Finalista (Miss Internacional Venezuela 1961) | - Distrito Federal - Gloria Lilué |
| Segunda Finalista (Miss Mundo Venezuela 1961)         | - Aragua - Bexi Romero            |

### Premios especiales
| Premio          | Concursante               |
| --------------- | ------------------------- |
| Miss Fotogénica | - Táchira - Alba Cárdenas |

## Concursantes
- Miss Amazonas - Flor Núñez
- Miss Anzoátegui - Nélida Ponce
- Miss Apure - Zulema Fernández
- Miss Aragua - Bexi Romero Tosta
- Miss Barinas - Dalia Rosales
- Miss Bolívar - Mildred Torrealba (se retiró)
- Miss Carabobo - Elizabeth Bello
- Miss Caracas - Anasaria -Ana Griselda- Vegas Albornoz
- Miss Cojedes - Rosario Monagas (se retiró)
- Miss Departamento Libertador - Gisela Parra Mejías
- Miss Departamento Vargas - Raquel Luy Franklin
- Miss Distrito Federal - Gloria Lilué Chaljub
- Miss Falcón - Yolanda Francisca Sierralta
- Miss Guárico - Cecilia Urbina
- Miss Lara - Elvia Pacheco Vivas
- Miss Mérida - Gloria Parra
- Miss Miranda - Isabel Martínez Toledo
- Miss Monagas - Alicia Villalonga (se retiró)
- Miss Nueva Esparta - Emilia Salinas (se retiró)
- Miss Portuguesa - Zenaida Hurtado Omaña
- Miss Sucre - Migdalia Quijada Guillén
- Miss Táchira - Alba Cárdenas Gómez
- Miss Trujillo - Sara Porras
- Miss Yaracuy - María Margarita Rivas
- Miss Zulia - Norma Nash